# Maison Guitry
La maison Guitry est une maison située à Azé, dans le département français de Saône-et-Loire. 

## Protection
La maison Guitry fait l’objet d’une inscription au titre des monuments historiques depuis le 30 septembre 2013. 